# Cherry Smith
Cherry Smith (tên khai sinh Ermine Ortense Bramwell, 22 tháng 8 năm 1943 – 24 tháng 9 năm 2008) là một giọng ca chính cho Wailers gốc từ 1963 đến 1966. Bà cũng được gọi là Cherry Green (anh trai cùng cha khác mẹ của bà có họ đó).
Smith được sinh ra ở quận Trench Town của Kingston. Bà có biệt danh là "Cherry" là một bà gái do nước da sáng. Theo trang web chính thức của Bob Marley, Bunny Wailer và Beverley Kelso là những thành viên duy nhất còn sống sót của Wailers ban đầu, sau cái chết của Smith. Tuy nhiên, nó không liệt kê Smith là thành viên chính thức của nhóm. Smith đã ở cùng nhóm hơn hai năm và tham gia buổi thử giọng cho Clement "Coxsone" Dodd vào năm 1963, nhưng vì bà ấy có một bàng việc toàn thời gian và một đứa trẻ để hỗ trợ, bà ấy đã không thể tham dự buổi ghi âm đầu tiên của nhóm và được thay thế bởi Kelso.
Smith tiếp tục đóng góp cho các buổi ghi âm và hát lại các giọng hát trong một số bản ghi âm của Wailers sau này, bao gồm:
- "Cảm giác bà đơn"
- "Có bà ấy đi"
- " What's New Pussycat? "
- "Hãy để Chúa thấy trong bạn" [2]

bà rời nhóm vào cuối năm 1966 và chuyển đến Miami, Florida, vào năm 1969 để làm y tá. bà di chuyển khắp Hoa Kỳ, cuối cùng định cư ở West Palm Beach, Florida.
bà qua đời tại Miami năm 2008, ở tuổi 65. Bà được chồng, một bà con gái, một anh trai và một cháu gái sống sót.